# Tarr László
Tarr László (Monor, 1907. május 7. – Budapest, 1996. december 13.) író, műfordító, művelődéstörténész, újságíró.

## Életrajza
Tarr László 1907-ben született Monoron. Művelődéstörténettel, újságírással, műfordítással foglalkozott. Budapest múltjának neves kutatója volt. Első kiadott munkája „A kocsi története” 1968-ban jelent meg magyar és német nyelven, majd 1969-ben angol, 1979-ben franciául is. Műfordításai 1960-tól jelentek meg.
Budapesten halt meg 1996. december 16-án.

## Fontosabb munkái
- A kocsi története (1968) [németül: Berlin, 1968, angolul: London, 1969, franciául: Párizs, 1979]
- A délibábok országa, tan. (1976)
- Az ezredév (dokumentumgyűjtemény, 1979)
- A régi Váci utca regényes krónikája (1984)

## Műfordításai
- B. Djacenko: Felfordulás a Király utcában (ifjúsági regény, 1960)
- E. Hilscher: Tűzföld, hahó! Mr. Darwin felfedezése (életrajzi regény, 1962)
- A. Frangiasz: Emberek és házak (regény, 1965)
- H. Frank: Az avantgarde támogatói. Műkereskedők, műbírálók, műpártolók. (1969)